# Història de la República de la Xina

Bandera de la República de la Xina (1912-1928).

Bandera de la República de la Xina (1928-present).

La història de la República de la Xina (xinès tradicional 中華民國, xinès simplificat 中华民国, pidgin Zhōnghuá Mínguó) comença amb la Revolució Xinhai que, enderrocant la dinastia Qing, al poder des de 1644, va posar fi a gairebé més de dos mil anys d'Imperi.
Des dels seus inicis, però, la història de la Xina republicana fou turbulenta; durant els primers anys de la República, la Xina va patir el desordre dels senyors de la guerra i, igual com en els darrers temps de l'Imperi, el domini dels poders colonials europeus. El 1928, la Xina fou unificada, si més no nominalment, pel poder del Kuomintang (KMT), cosa que li va permetre iniciar un procés d'industrialització i de modernització; ara bé, aviat va començar una nova era de conflictes motivada per l'enfrontament del Partit Comunista Xinès contra el govern del Kuomintang, per les accions dels darrers senyors de la guerra i, sobretot, per la lluita contra l'imperialisme japonès, la qual va dur a l'esclat de la Segona Guerra Sinojaponesa (1937-1945).
El 1949, el triomf del Partit Comunista en la Guerra Civil van obligar el govern del Kuomingtang a refugiar-se a l'illa de Taiwan, on va continuar l'existència de la República de la Xina, enfrontada a la República Popular de la Xina proclamada per Mao Zedong a la Xina continental. Des de 1949, els dos estats xinesos han pugnat per aconseguir ser reconeguts com l'únic i legítim govern de la Xina.
En un principi, a Taiwan, la República de la Xina va continuar sent un sistema de partit únic dominat pel Kuomingtang, fins que, el 1987, es va evolucionar cap a la democràcia i el multipartidisme.

## Instauració de la República

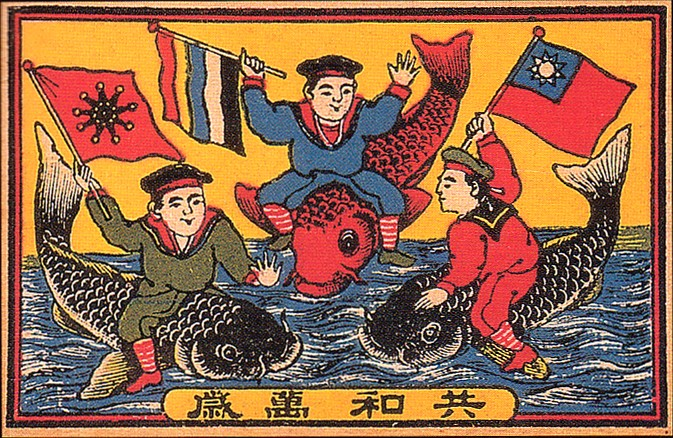
Tres diferents banderes republicanes s'usaren durant la Revolució. El missatge de sota diu "Visca la República!" amb les cinc nacionalitats de la Xina representades pels cinc colors de la bandera.

Durant els darrers temps de la dinastia Qing, la Xina patí un moment d'inestabilitat i de submissió als poders colonials europeus, els quals, mitjançant els humiliants tractats desiguals que seguien a tota derrota xinesa, exigien quantioses reparacions de guerra i aconseguien concessions que els permetien dominar ciutats i territoris de la Xina. A més, els Qing eren una dinastia d'origen  manxú, per la qual cosa, molts xinesos reclamaven la restitució del poder a l'ètnia han, la majoritària al país. Davant d'aquesta situació, la cort imperial va intentar diferents projectes reformistes com ara la redacció d'una constitució el 1906, la creació de parlaments provincials el 1909 i la convocatòria d'un parlament nacional el 1910; tanmateix, moltes d'aquestes mesures foren bloquejades pels elements reaccionaris del govern, amb la qual cosa molts reformistes foren empresonats o, fins i tot, executats. El fracàs del reformisme va dur, doncs, a la Revolució.
D'entre els molts grups revolucionaris, el més organitzat era el fundat per Sun Yat-sen, un activista republicà molt popular entre els xinesos de la diàspora, principalment entre els residents al Japó. El 1905, Sun va fundar a Tòquio el Tongmenghui, juntament amb Huang Xing, un prestigiós dirigent al Japó del moviment revolucionari xinès. Aquest moviment va aconseguir guanyar-se també l'adhesió d'alguns militars de províncies i d'alguns reformistes que havien fugit de la Xina després de la Reforma dels Cent Dies. La ideologia de Sun, elaborada el 1897, difosa per primera vegada a Tòquio el 1905 i modificada a partir de 1920, se centrava en allò que ell denominava els Tres Principis del Poble: "nacionalisme, democràcia i benestar del poble". El principi del nacionalisme es referia a enderrocar la dinastia manxú i a posar fi al domini colonial europeu; "democràcia" volia dir establir un sistema de govern republicà i el "benestar del poble", sovint denominat socialisme, s'havia d'aconseguir regulant la propietat dels mitjans de producció i de la terra.

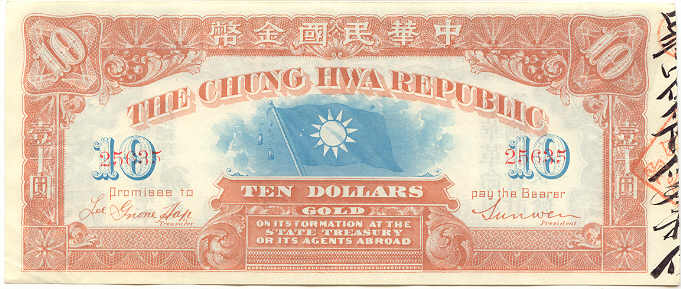
Bons que Sun Yat-sen va emetre per recollir diners per a la causa revolucionària. La República de la Xina també fou coneguda com la República Chunghwa.

La Revolució va començar el 10 d'octubre de 1911 a Wuchang, capital de la província de Hubei entre guarnicions descontentes, a les quals s'havia descobert conspirant contra els Qing. Aquest és el fet conegut com l'alçament de Wuchang, celebrat encara avui dia a Taiwan com la Diada del Doble Deu, la qual havia estat precedida d'altres intents de rebel·lió i de protestes en altres llocs de la Xina. La revolta aviat va estendre's a les ciutats veïnes, i els membres de Tongmenghui van alçar-se a tot arreu en suport als rebels de Wuchang. El 12 d'octubre, els revolucionaris van aconseguir apoderar-se de Hankou i Hanyang. Tanmateix, el 27 d'octubre, la cort imperial va nomenar el general Yuan Shikai comandant en cap de les forces armades encarregades de recuperar Wuhan, presa pels revolucionaris l'11 d'octubre; l'11 de novembre, els revolucionaris van haver de retirar-se des de Wuhan cap a Hanyang, ocupada per les forces governamentals el 27 de novembre; aleshores, els revolucionaris van haver de replegar-se al seu punt de partida, Wuchang. Ara bé, durant els cinquanta dies que durà la guerra contra els exèrcits de Yuan, quinze de les vint-i-quatre províncies de la Xina s'havien declarat independents de l'Imperi dels Qing. Un mes després, Sun Yat-sen va tornar a la Xina procedent dels Estats Units, on havia aconseguit diners dels xinesos emigrats i de simpatitzants americans. L'1 de gener de 1912, delegats de les províncies independents elegiren Sun com a primer President Provisional de la República de la Xina.
Davant d'aquesta situació, el general Yuan Shikai va creure més convenient iniciar negociacions amb els revolucionaris; per això, va acceptar la República i, igual com molts altres comandaments militars, va alçar-se contra els Qing. Al final, el 12 de febrer, la Cort va haver d'acceptar la proposta de Yuan d'anunciar l'abdicació de l'emperador Pu Yi, al qual, segons els acords de l'Edicte d'Abdicació de l'Emperador del Gran Qing, se li permetia continuar residint a la Ciutat Prohibida de Pequín i conservar el títol imperial, però cedint tot el poder a la República.

## Domini de Yuan Shikai
L'1 de gener de 1912, Sun havia proclamat oficialment la República de la Xina i a Nanjing havia jurat com a President Provisional. Ara bé, a Pequín, el poder havia passat a Yuan Shikai, qui controlava l'Exèrcit de Beiyang, la força més important de l'exèrcit xinès. Llavors, per evitar l'esclat d'una guerra civil i la intervenció de les potències europees, Sun va acceptar renunciar i, el 10 de març, el càrrec de President Provisional passà a Yuan.

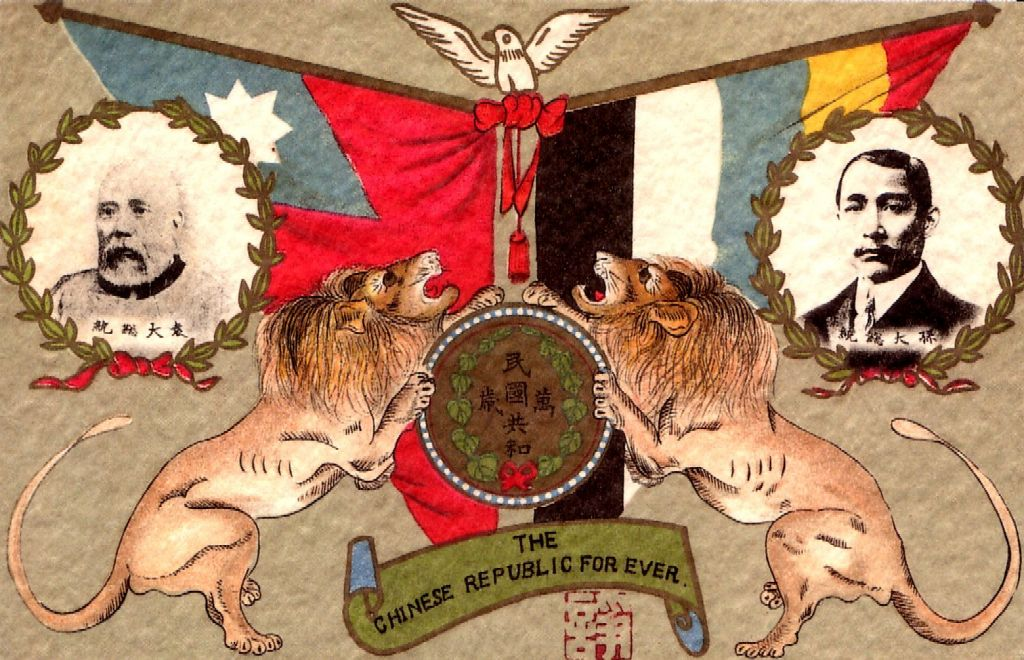
Un poster que commemora el President permanent de la República de la Xina Yuan Shikai i el President Provisional de la República de la Xina Sun Yat-sen. "Chinese Republic forever" és una traducció lliure de "Visca la República de la Xina."

Els revolucionaris no disposaven de cap exèrcit, la qual cosa va permetre a Yuan governar de manera dictatorial, ignorant el parlament i reformant la constitució al seu gust. L'agost de 1912, Song Jiaoren, un dels lloctinents de Sun, va fundar el Kuomintang (Partit Nacionalista), el qual resultava de la fusió d'altres petits partits, entre els quals el Tongmenghui de Sun. A les eleccions generals de febrer de 1913, Song va aconseguir que la majoria d'escons fossin per al Kuomintang, derrotant així Liang Qichao, el dirigent del Partit Republicà, on s'agrupaven els seguidors de Yuan.

## Segona Revolució
A partir del mes de març, va difondre's força el rumor que Yuan havia fet assassinar Song, cosa que no es pot demostrar tot i que Yuan ja havia fet matar molts generals favorables als revolucionaris; per això, va començar a créixer el rebuig a Yuan. Per l'abril, Yuan va negociar l'Emprèstit de la Reorganització, valorat en cinc milions de lliures esterlines, amb Gran Bretanya, França, Rússia, Alemanya i Japó sense haver-ho consultat amb el Parlament; els diners de l'emprèstit van usar-se per finançar l'exèrcit de Yuan. El 20 de maig, Yuan va acordar amb Rússia fer-li una concessió a Mongòlia Exterior, on, en virtut del tractat, quedava prohibit estacionar-hi tropes xineses. Llavors, al Parlament, els diputats del Kuomingtang acusaren Yuan d'abusar del seu poder i en demanaren la destitució. Al seu torn, el Partit Progressista (xinès tradicional 進步黨, pidgin Jìnbùdǎng), format per monàrquics constitucionals i per seguidors de Yuan, va acusar el Kuomingtang d'estar fomentant una insurrecció. Aleshores, Yuan va decidir usar la força militar contra els nacionalistes.
El juliol de 1913, set províncies meridionals s'alçaren contra Yuan, cosa que va donar origen a la Segona Revolució (xinès tradicional 二次革命, pidgin Èrcì Gémìng). A part de l'obvi abús de poder per part de Yuan, les causes de la segona revolució eren, per una banda, el llicenciament de molts dels exèrcits revolucionaris després de la proclamació de la República, amb la qual cosa molts oficials i soldats consideraven que no se'ls havia recompensat per haver contribuït a la caiguda de l'Imperi dels Qing; i, per altra, molts revolucionaris no consideraven legítima la presidència de Yuan Shikai i la vicepresidència de Li Yuanhong, els quals, consideraven ells, havien obtingut aquests càrrecs mitjançant jocs de poder i no pas per haver participat en la revolució. Finalment, l'ús de la violència i de la repressió per part de Yuan va destruir les esperances d'assolir els seus objectius reformistes per la via electoral.
Tanmateix, el Kuomintang va fracassar en aquesta segona revolució. Les tropes de Yuan derrotaren les del Partit Nacionalista l'1 d'agost, cosa que els va permetre prendre Nanchang; l'1 de setembre, va caure Nanquín, i Sun Yat Sen, i d'altres instigadors de la revolta, van fugir al Japó. L'octubre de 1913, actuant sota coacció, el Parlament va elegir oficialment Yuan Shikai President de la República. Duan Qirui i d'altres generals de confiança van rebre càrrecs importants al govern; les principals potències mundials reconegueren el govern de Yuan Shikai a canvi, però, que aquest concedís una àmplia autonomia a Mongòlia Exterior i al Tibet, cosa que, a la pràctica, volia dir permetre-hi la influència, respectivament, de Rússia i Gran Bretanya.

## Imperi de Yuan Shikai

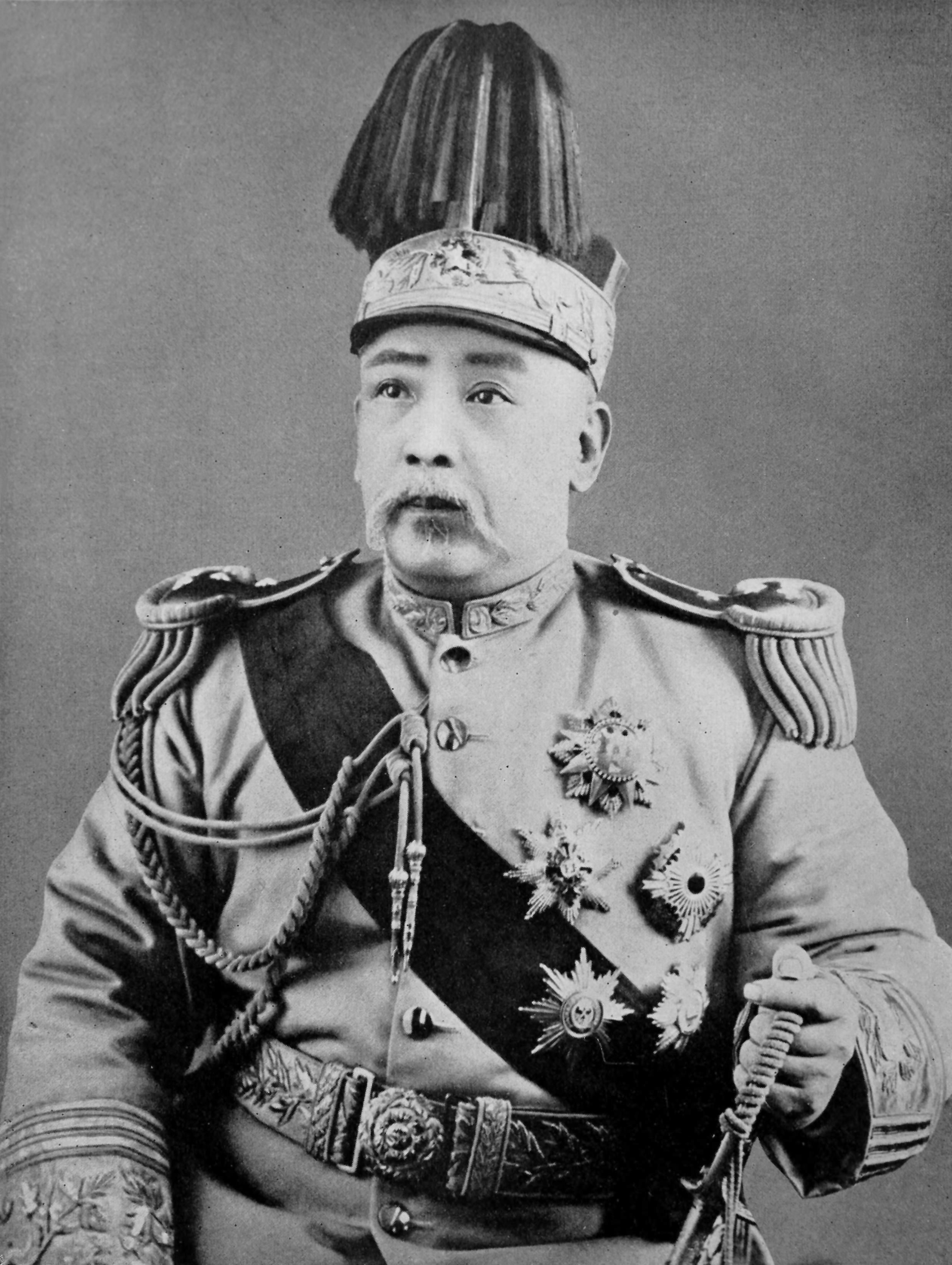
Yuan Shikai com a emperador 1915-1916

El novembre, el president Yuan Shikai va ordenar la dissolució del Kuomintang i va expulsar els seus membres del Parlament. Com que la majoria dels diputats eren del Kuomintang, el Parlament es va quedar sense prou quorum com per poder reunir-se; finalment, el gener de 1914, Yuan va dissoldre el Parlament; el maig, va anunciar una revisió de la Constitució Provisional de la República de la Xina que estenia els poders del president, permetent-li declarar la guerra, signar tractats i nomenar càrrecs públics sense necessitat d'aprovació del parlament. El desembre de 1914, va allargar el mandat presidencial a deu anys, sense límit de mandats. Amb totes aquestes mesures, Yuan s'estava preparant el camí per proclamar-se emperador.
Per la seva banda, d'ençà del fracàs de la Segona Revolució, Sun Yat-sen i els seus aliats maldaven per reconstruir el moviment revolucionari. El juliol de 1914, Sun va crear el Partit Revolucionari Xinès (xinès tradicional中華革命黨, pidgin Zhōnghúa Gémìngdǎng). Sun
considerava que el moviment revolucionari havia fracassat per la manca de cohesió dels seus membres; per això, va concebre el nou partit com una organització amb una forta disciplina interna, idea rebutjada per alguns dels tradicionals aliats de Sun com ara Huang Xing; ara bé, tots acceptaven lluitar per evitar l'establiment d'una nova autoritat imperial a la Xina.
Entre els grups decidits a enderrocar Yuan, hi havia el Partit Progressista, el qual s'havia oposat al Kuomintang durant la Segona Revolució; els progressistes, partidaris d'una monarquia constitucional, s'havien posat en contra de Yuan quan aquest dissolgué el parlament. A més, molts governadors provincials, que, el 1912 s'havien declarat independents dels Qing, trobaven ridícula la instauració d'una nova monarquia; per altra banda, molts generals s'havien enemistat amb Yuan quan aquest centralitzà el cobrament d'impostos, i, finalment, l'opinió pública era del tot contrària a Yuan.
Quan va esclatar la Primera Guerra Mundial, el Japó va combatre-hi en el bàndol dels Aliats i va conquerir les possessions alemanyes de la província de Xandong. El 1915, els japonesos van presentar al govern de Pequín les denominades Vint-i-una Peticions amb les quals el Japó exigia el control econòmic dels ferrocarrils i de les empreses mineres de Xandong, Manxúria, Fujian com també intentava aconseguir que Yuan Shikai nomenés consellers japonesos en llocs clau del govern xinès, amb la qual cosa, la Xina es convertiria en una mena de protectorat del Japó. Yuan va rebutjar algunes d'aquestes peticions però va acceptar el domini japonès de Xandong com també l'autoritat de Tòquio sobre la Manxúria meridional i sobre la part oriental de Mongòlia Interior. L'acceptació d'aquestes peticions feu encara Yuan més impopular a la Xina.
El 12 de desembre de 1915, Yuan, comptant amb el suport del seu fill Yuan Keding, va autoproclamar-se emperador, la qual cosa va provocar la revolta de moltes províncies. El 25 de desembre, l'antic governador de Iunnan Cai E, l'ex-governador de Jiangxi
Li Liejun (xinès tradicional 李烈鈞, pidgin Lǐ Lièjūn), i el general Tang Jiyao van formar l'Exèrcit de Protecció Nacional (xinès tradicional 護國軍, pidgin Hùgúojūn) i van proclamar la independència de Yunnan. Així va començar la Guerra de Protecció Nacional
(xinès tradicional 護國戰爭, pidgin Hùgúo Zhànzhēng). Després de Yunnan, d'altres províncies es declararen independents; per la seva banda, els generals de l'exèrcit de Beiyang, recelosos de la coronació imperial de Yuan, no van lluitar amb gaire força contra l'Exèrcit de Protecció Nacional. Per tot això, el 22 de març de 1916, Yuan va anunciar que renunciava a l'Imperi i que continuava en el poder com a President de la República. Pocs mesos després, el 6 de juny, Yuan va morir, i, llavors, el vicepresident Li Yuanhong va assumir la presidència i nomenà primer ministre el general Duan Qirui.

## Època dels senyors de la guerra (1916-1928)
Després de la mort de Yuan Shikai, a les províncies els diferents comandaments militars establiren aliances per controlar el govern de Pequín; ara bé, malgrat que alguns senyors de la guerra, és a dir, generals dirigents d'exèrcits provincials, aconseguissin apoderar-se de Pequín, no va haver-hi mai un govern unificat perquè a les diferents províncies els comandaments militars locals continuaven actuant de manera autònoma, proclamant que no reconeixien el govern constituït a Pequín
Generalment, es considera que l'època dels senyors de la Guerra s'acabà el 1928 després del triomf de l'Expedició del Nord dirigida pel general del Kuomintang Chiang Kai-shek, el qual va establir el seu govern a Nanquín i va controlar, si més no nominalment, tota la Xina fins que el 1949 va haver de fugir a Taiwan; ara bé, malgrat que Chiang hagués aconseguit derrotar la majoria de senyors de la guerra, en sorgiren de nous durant els decennis de 1930 i 1940, la qual cosa va afeblir la posició del govern del Kuomintang en la seva lluita contra l'imperialisme japonès i contra els comunistes. De fet, moltes regions com ara Sichuan, Shanxi, Qinghai, Ningxia, Guangdong, Guangxi, Gansu, Yunnan, i Xinjiang van estar dominades per senyors de la guerra locals fins al moment de la proclamació de la República Popular de la Xina per Mao Zedong el 1949.

### Breu restauració manxú
El president Li Yuanhong, successor de Yuan Shikai, va restablir la Constitució Provisional i va convocar de nou el Parlament. Una qüestió que havien de resoldre Li Yuanhong i el seu primer ministre Duan Qirui fou la de definir la postura de la Xina davant de la Primera Guerra Mundial. Des de l'esclat de la guerra, la Xina s'havia mantingut neutral, tanmateix, els Estats Units feren una crida a tots els països neutrals a unir-se als Aliats com a resposta a la pràctica alemanya de la guerra submarina total. Duan Qirui estava interessat a unir-se als Aliats perquè així aconseguiria préstecs del Japó amb els quals podria finançar les seves tropes d'Anhui. La qüestió de la guerra va provocar agres debats al Parlament, i, el maig de 1917, Li Yuanhong va destituir Duan Qirui. Aleshores, els governadors militars de províncies lleials a Duan es declararen independents i demanaren la destitució de Li Yuanhong, qui va demanar ajuda al general Zhang Xun (xinès tradicional 張勳, pidgin Zhāng Xūn), governador de la província d'Anhui.
L'1 de juliol de 1917, Zhang va proclamar la restauració de l'Imperi dels Qing, amb la qual cosa l'emperador Pu Yi havia de recuperar el poder que havia perdut el 1912. Tanmateix, Duan Qirui va enviar els seus exèrcits a Pequín, on va arribar a bombardejar la Ciutat Prohibida, i va derrotar les forces de Zhang el 12 de juliol, amb la qual cosa es va acabar l'intent de restauració manxú. A continuació, el general Feng Guozhang, que controlava les tropes de Zhili, fou proclamat President i Duan Qirui recuperà el càrrec de primer ministre. Aleshores, les tropes de Zhili i les d'Anhui, lleials a Duan, eren les més poderoses de la Xina.

### Guerra de Protecció Constitucional
Després del fracàs de la restauració manxú, l'home fort de la Xina era Duan Qirui, qui va dissoldre el parlament i, el 3 d'agost de 1917, va declarar la guerra a Alemanya i a l'Imperi Austrohongarès. Arran de les actituds dictatorials de Duan, el setembre Sun Yat Sen i els parlamentaris destituïts establiren un govern rival a Guangzhou sota l'ègida de l'Exèrcit de Protecció Constitucional (xinès tradicional 護法軍, pidgin Hùfǎjūn), del qual Sun era el generalíssim (xinès tradicional 大元帥, pidgin Dàyúanshuài), amb la qual cosa, Sun no basava pas la seva lluita contra la dictadura de Duan en els principis de la Constitució Provisional. Sis províncies meridionals es declararen favorables a Sun, i els exèrcits de Duan no aconseguiren sotmetre-les.
La Guerra de Protecció Constitucional va continuar durant tot l'any 1918. A Guangzhou, molts van rebutjar l'autoritat única de Sun Yat Sen com a generalíssim, per la qual cosa s'elegí un comitè de govern format per set persones, i Sun va traslladar-se a Xangai. Al seu torn, a Pequín alguns generals del grup d'Anhui i d'altres del grup de Zhili, descontents amb la pràctica de Duan de demanar préstecs al Japó per finançar el seu exèrcit, es mostraren partidaris de resoldre el conflicte amb les províncies del sud no pas mitjançant la guerra sinó amb una negociació, i, l'octubre, obligaren Duan a dimitir. Per altra banda, després que expirés el mandat de Feng Guozhang es proclamà nou president Xu Shichang, decidit a dialogar amb les províncies meridionals.
El febrer de 1919, delegats de les províncies del nord -lleials al govern de Pequín- es trobaren amb delegats del sud a Xangai; tanmateix, les negociacions fracassaren en la qüestió dels préstecs demanats per Duan als japonesos; per altra banda, la represa de les negociacions fou destorbada per l'esclat del Moviment del Quatre de Maig.
La Guerra de Protecció Constitucional va tenir com a conseqüència deixar la Xina dividida políticament entre el nord i el sud.

### Moviment del Quatre de Maig

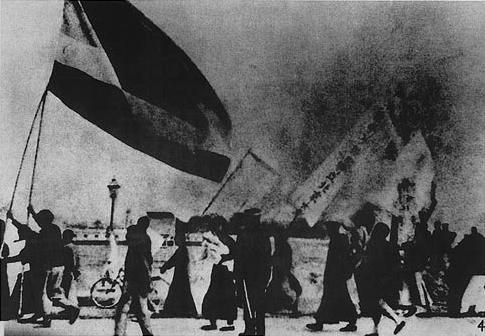
Estudiants manifestant-se a Pequín durant el Moviment Quatre de Maig.

El 1917, la Xina havia declarat la Guerra a Alemanya amb la idea de recuperar la província de Shandong, ocupada aleshores pels japonesos. Ara bé, el 1918, el govern de Pequín havia signat un acord secret amb el Japó reconeixent-li la possessió de Shandong; quan el Tractat de Versalles va confirmar les reivindicacions japoneses i l'acord del govern de Pequín es va fer públic, la reacció interna fou esclatant; el 4 de maig de 1919, va haver-hi massives manifestacions estudiantils contra el govern de Pequín i contra el Japó, la qual cosa va acabar duent a la creació del Moviment del Quatre de Maig, caracteritzat pel seu patriotisme i reformisme, que es manifestà a nivell intel·lectual en el Moviment per la Nova Cultura (新文化運動), actiu durant el període 1917-1923. Sentint-se pressionats per la protesta estudiantil i per una opinió pública hostil, els delegats xinesos no van acceptar signar el Tractat de Versalles.

### Lluita contra els senyors de la guerra
El Moviment Quatre de Maig va donar aire nou a l'aleshores estancada causa de la revolució republicana. L'octubre de 1919, Sun Yat Sen, comandant en cap del govern rival de Guangzhou gràcies al suport dels senyors de la guerra meridionals, va restablir el Kuomintang com a força d'oposició al govern de Pequín, el qual, malgrat la inestabilitat conseqüència dels freqüents cops d'estat duts a terme pels senyors de la guerra, encara era reconegut com a legítim, cosa que li permetia mantenir relacions amb les potències occidentals.
En els seus esforços per consolidar el seu règim i estendre la seva autoritat al nord, Sun no va aconseguir rebre mai ajuda de les democràcies occidentals; per això, el 1921 va demanar ajuda a la Rússia soviètica. El govern bolxevic va decidir establir llaços d'amistat amb els revolucionaris xinesos en la lluita contra l'imperialisme occidental; ara bé, Moscou va seguir una política dual de donar suport tant a Sun com al recentment creat Partit Comunista Xinès (PCX), i així va començar a la Xina la lluita pel poder entre nacionalistes (el Kuomintang) i els comunistes.
El 1922, va trencar-se l'aliança del Kuomintang amb els senyors de la guerra de Guangzhou, per la qual cosa Sun va fugir a Xangai, on, el 1923 representants soviètics li prometeren ajuda per a la reunificació nacional de la Xina; així començaren a arribar a territori xinès assessors soviètics, el més important dels quals fou l'agent de la Komintern Mikhail Borodin. Per la seva banda, la Komintern va donar ordres al PCX de col·laborar amb el Kuomintang, seguint així les directrius polítiques del dirigent comunista holandès Henk Sneevliet, nomenat el 1923 representant de la Komintern a la Xina a causa de la seva experiència com a revolucionari a les Índies Holandeses on havia tingut un paper important en la fundació del Partit Comunista d'Indonèsia. En opinió de Sneevliet, el PCX era massa petit i massa feble com per poder actuar pel seu compte, anàlisi del tot encertada si es té en compte que el creixement del PCX va significar, en realitat, passar de tres-cents militants el 1921 a mil cinc-cents el 1925, mentre que, el 1922, el nombre de militants del Kuomintang era ja de cent cinquanta mil.
El 1923, els soviètics van enviar Chiang Kai-shek, un dels lloctinents de Sun Yat Sen des dels temps del Tongmenghui, a estudiar política i estratègia militar a Moscou; després del seu retorn a finals de 1923, Chiang va participar en la creació de l'Acadèmia Militar Whampoa als afores de Guangzhou, seu del govern de coalició entre el PCX i el Kuomintang. El 1924, Chiang esdevingué el director de l'Acadèmia, i així va començar la seva ascensió política que el convertí en el successor de Sun al capdavant del Kuomintang i, després, en l'unificador de la Xina sota el govern nacionalista de dretes.

### Chiang es consolida al poder

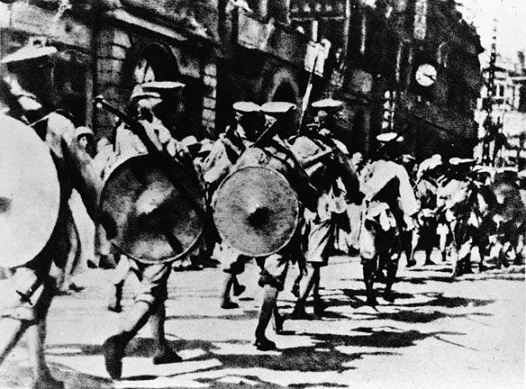
Els soldats de l'Exèrcit Nacional Revolucionari marxaren sobre les concessions britàniques d'Hubei durant l'Expedició del Nord (1926-1927).

Sun Yat-sen va morir de càncer a Pequín el 12 de març de 1925; aleshores, però, el seu moviment nacionalista revolucionari estava vivint un moment d'expansió. Durant l'estiu d'aquell mateix any, Chiang, comandant en cap de l'Exèrcit Nacional Revolucionari, va iniciar l'Expedició del Nord contra els senyors de la guerra de la zona. En nou mesos, va aconseguir ocupar la meitat de la Xina. Tanmateix, el 1926, el Kuomintang va escindir-se en una facció de dretes i una altra d'esquerres, i, per altra banda, creixia l'adhesió al comunisme. En aquestes circumstàncies, el març de 1926, després de l'Incident de Zhongshan, en què ell mateix fou objecte d'un intent de segrest, Chiang va destituir tots els assessors soviètics i va dictar mesures restrictives contra l'activitat del PCX; malgrat tot, per tal d'evitar la ruptura entre els comunistes i els nacionalistes, la Unió Soviètica va ordenar als comunistes que continuessin col·laborant en l'Expedició del Nord, finalment engegada per Chiang des de Guangzhou el juliol de 1926.
A principis de 1927, la rivalitat entre el PCX i el Kuomintang va provocar una escissió dins del bàndol revolucionari. Els comunistes i la facció d'esquerres del Kuomintang van decidir traslladar la seu del govern nacionalista des de Guangzhou cap a Wuhan; però Chiang, victoriós en la seva expedició del nord, va enviar les seves forces a Xangai a destruir-hi l'organització del PCX i, el 12 d'abril de 1927, va establir un govern anticomunista a Nanquín, amb la qual cosa, la Xina va passar a tenir tres capitals: Pequín, seu del govern dels senyors de la guerra, reconegut internacionalment com a govern de la Xina; Wuhan, on s'havia establert el règim instaurat pels comunistes i la facció esquerranosa del Kuomintang, i Nanquín, la seu del govern del Kuomintang presidit per Chiang Kai-shek.
Aleshores, la Komintern va ordenar al PCX de fomentar insurreccions armades tant a les ciutats com al camp com a preparació d'un nou corrent revolucionari; tanmateix, van fracassar els intents dels comunistes d'apoderar-se de les ciutats de Nanchang, Changsha, Shantou i Guangzhou, com tampoc no va donar resultat la Revolta de la Collita de Tardor, protagonitzada per pagesos de la província de Hunan, dirigits per Mao Zedong. Ara bé, a mitjans de 1927, el PCX no passava pas per un bon moment; els comunistes havien estat expulsats de Wuhan pels seus antics aliats de l'esquerra del Kuomintang, els quals, al seu torn, foren enderrocats per un cop militar. El 1928, tota la Xina estava sota control, ni que fos nominalment, de Chiang, per la qual cosa, el govern de Nanquín va acabar sent reconegut internacionalment com l'únic govern legítim de la Xina. Aleshores, el Kuomintang va manifestar que, d'acord amb la fórmula de Sun Yat Sen sobre les tres fases de la Revolució: unificació militar, tutela política i democràcia constitucional, la Xina havia arribat a la fi de la primera fase i es disposava a començar la segona, que es duria a terme sota la direcció del Kuomintang.

## Dècada de Nanquín (1928-1937)

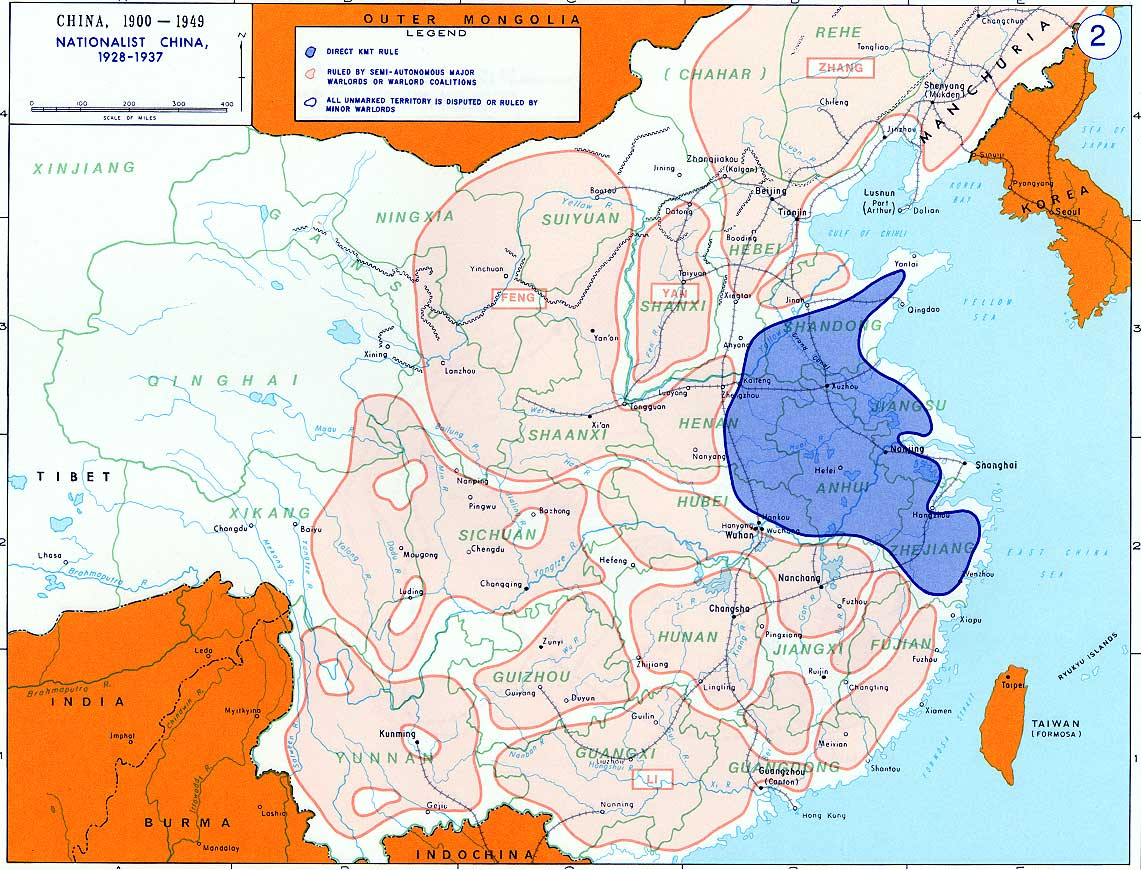
Zones fora de control durant la Dècada de Nanquín

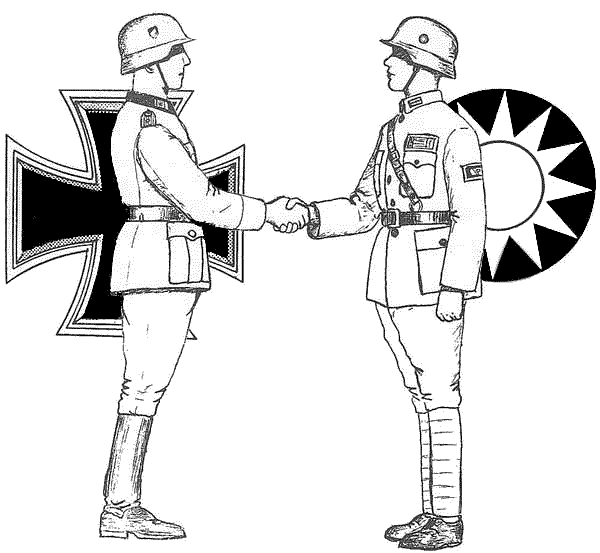
Amb l'ajuda d'Alemanya, la indústria i l'exèrcit xinès milloraren força durant el període immediatament anterior a la guerra contra el Japó.

La Dècada de Nanquín va significar la consolidació del poder del Kuomintang, el qual, mitjançant la diplomàcia, va aconseguir moderar alguns dels aspectes més durs de les concessions a les potències estrangeres de territoris i de privilegis a la Xina. El maig de 1930, el govern xinès va recuperar la capacitat d'establir aranzels, controlada abans per les potències estrangeres per privar la Xina d'ingressos i dificultar-hi el desenvolupament industrial. Per altra banda, el govern va actuar enèrgicament per modernitzar els sistemes legal i penal, estabilitzar els preus, amortitzar deute i reformar el sistema bancari; a més, el govern també va impulsar la construcció de ferrocarrils i autopistes així com va millorar la sanitat i l'educació i va legislar contra el narcotràfic. El 3 de novembre de 1935, el govern va reformar la moneda fiduciària, amb la qual cosa es van estabilitzar els preus i van créixer els ingressos de l'estat. Per tal d'assolir una unificació nacional, el govern va intentar imposar el xinès mandarí com a llengua comuna intentant bandejar tots els altres dialectes xinesos.
Si bé les reformes del govern van tenir efectes positius per a la societat, la llibertat política va estar més restringida que en períodes anteriors; el Kuomintang exercia un sistema de partit únic que reprimia violentament la dissidència i les protestes contra el govern.
Malgrat que, nominalment, el govern de Nanquín tenia tot Xina sota el seu control i que Chian Kaishek va aconseguir una estabilitat política que no s'havia vist des de la mort de Yuan Shikai, el cas era que el domini del Kuomintang només resultava efectiu a les regions centrals al voltant de Nanquín, mentre que hi havia regions que continuaven en poder de senyors de la guerra locals; així, el 1930, la Guerra de les Planes Centrals va significar la revolta contra el President Chian Kaishek de senyors de la guerra com ara els generals Yan Xishan, Feng Yuxiang i Li Zongren, aliats amb dirigents de la facció esquerrana del Kuomintang com ara Wang Jingwei. Malgrat tot, l'agressió japonesa de 1931 van dur alguns senyors de la guerra a fer front comú amb el govern central.

## Segona Guerra Sino-Japonesa (1937-1945)
Per tal d'apoderar-se dels recursos i primeres matèries, el setembre de 1931, immediatament després de l'Incident de Mukden, el Japó va començar la conquesta de Manxúria i va crear-hi un estat titella denominat Manxukuo que tingué com a màxim dirigent l'ex-emperador Pu Yi, el qual, el 1924 havia estat desposseït del títol imperial i expulsat de la Ciutat Prohibida pel senyor de la guerra Feng Yuxiang, que s'havia apoderat de Pequín. El 1934, els japonesos proclamaren Pu Yi emperador de Manxukuo; per altra banda, com que la Societat de Nacions no va reconèixer l'Imperi de Manxukuo com a país independent, el Japó va retirar-se d'aquesta institució internacional. La pèrdua de Manxúria, amb tot el seu potencial per al desenvolupament industrial, perjudicà seriosament l'economia de la Xina.
Davant de l'agressió imperialista japonesa, que es feia sentir a tot arreu del país, l'opinió pública xinesa estava descontenta amb el govern del Kuomintang, que semblava més interessat a perseguir els comunistes, l'exèrcit dels quals entre 1934 i 1935 havia protagonitzat l'episodi de la Llarga Marxa, que no pas a lluitar contra els japonesos. Així, es va arribar a l'extrem que el desembre de 1936, va esdevenir-se l'Incident Xi'an en què el President Chian va ser segrestat per Zhang Xueliang qui va obligar-lo a comprometre's a aliar-se amb els comunistes contra els japonesos com a condició per recuperar la llibertat.

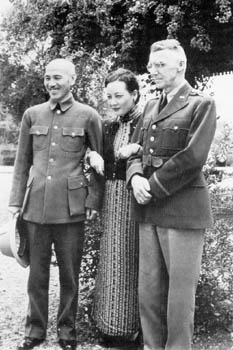
Chiang Kai-Shek i la seva dona amb el general Joseph Stilwell a Birmània (1942).

El 7 de juliol de 1937, va produir-se un xoc entre tropes xineses i japoneses als afores de Pequín, a prop del pont de Marco Polo. Aquesta escaramussa va marcar l'inici de la guerra oberta, tot i que no declarada, entre la Xina i el Japó, i, a més, va dur a l'anunci de la constitució d'un front nacional unit entre el PCX i el Kuomintang contra els japonesos, els quals, aconseguiren apoderar-se de Xangai i, el 13 de desembre de 1937, entraren a Nanquín, fet que va anar seguit d'assassinats i violacions en massa, per això avui dia es parla de la Massacre de Nanquín.
Després d'haver ocupat Nanquín, els japonesos hi instauraren el Govern Reformat de la República de la Xina, un règim titella igual com l'Imperi de Manxukuo de Pu Yi, que havia de controlar els territoris dominats pels japonesos al centre i sud de la Xina mentre que al nord, els japonesos hi havien instal·lat un altre règim col·laboracionista denominat Govern Provisional de la República de la Xina que havia de controlar les províncies de Hopei, Shantung, Shansi, Honan i Kiangsu. El 1940, el Govern Reformat i el Govern Provisional quedaren refosos en el Govern Nacionalista de Nanquín, encapçalat per Wang Jingwei, un dirigent del Kuomintang que trencà amb Chian Kaishek i es passà als japonesos.
La col·laboració entre el PCX i el govern del Kuomintang, establert després de la pèrdua de Nanquín primer a Wuhan i després a Chongqing, ciutats de l'interior allunyades de la costa, molt vulnerable a atacs japonesos, va trencar-se el 1938 malgrat les conquestes dutes a terme pels japonesos al nord de la Xina, a les regions costaneres i a la rica regió de la Vall del Yangtze, a la Xina central. A partir de 1940, el conflicte entre nacionalistes i comunistes va fer-se més evident a les regions no dominades pel Japó; els comunistes estenien la seva influència mitjançant la propaganda política, introduint reformes administratives que afavorien els pagesos, mentre que el Kuomintang procurava de neutralitzar el creixement del comunisme.
A conseqüència de l'atac dels japonesos contra la base americana de Pearl Harbor (7 de desembre de 1941), el govern de Chian Kaishek va poder comptar amb el suport i l'aliança dels Estats Units, en guerra també contra el Japó.

## Guerra Civil Xinesa (1945-1949)
L'enfrontament entre el PCX i el Kuomintang, que, de fet, havia començat el 1927, va reprendre amb força després que, el 1945, la rendició del Japó posés fi a la Segona Guerra Mundial.
El 1945, la situació de la Xina era de postració; l'economia es ressentia de les pèrdues de la guerra i de la corrupció del govern del Kuomintang; la fam estava generalitzada i, a més, molta gent es va quedar sense casa a causa d'inundacions i d'altres catàstrofes. Per altra banda, a la Conferència de Jalta (febrer de 1945), els Aliats havien acordat permetre a la Unió Soviètica establir tropes a Manxúria per accelarar-hi la fi de la guerra contra el Japó; la Xina no havia participat en la Conferència de Jalta però sí que fou consultada; el govern xinès va acceptar la presència soviètica a Manxúria confiant que l'URSS només acceptaria com a interlocutor el Kuomintang; ara bé, el domini soviètic del nord-est de la Xina va servir perquè els comunistes poguessin armar-se amb el material bèl·lic abandonat pels japonesos. Per altra banda, el govern de Chiang, establert a Chongqing, no semblava disposar de prou forces com per poder restablir la seva autoritat a les províncies orientals.
Acabada la Guerra, els Estats Units van organitzar converses de pau entre el president Chiang i el dirigent comunista Mao Zedong, i el 28 d'agost de 1945 Chiang i Mao es reuniren a Chongqing; tant l'un com l'altre s'hi manifestaren partidaris de la pau i de la cooperació, però, mentrestant, continuaven els enfrontaments entre nacionalistes i comunistes, tot i que no s'arribava mai a l'enfrontament a gran escala.
La treva, però, va trencar-se el 26 de juny de 1946, cosa que va donar origen a una guerra civil entre el Kuomintang i el PCX, que la historiografia comunista denomina "Guerra d'Alliberament" (xinès simplificat 解放战争, pidgin Jiěfàng Zhànzhēng). Els Estats Units van ajudar econòmicament el Kuomintang i, fins i tot, van transportar per avió tropes nacionalistes des de la Xina central cap a Manxúria. Tanmateix, a causa de la gran corrupció que patia el govern de la Xina, els americans van suspendre l'ajuda a Chian Kai-shek durant gran part del període 1946-1948, pràctica que després fou atribuïda a l'actuació malèvola de Harry Dexter White, un dels fundadors del Fons Monetari Internacional a qui s'acusà de treballar per als soviètics.
Pel març de 1947, el Kuomintang va prendre Yenan, la capital dels comunistes; ara bé, a finals de 1947, els comunistes s'havien apoderat de les ciutats del nord Mukden i Changchun. Chiang Kai Shek va intentar eliminar el PCX usant les tropes d'antics senyors de la guerra del nord que havien col·laborat amb els japonesos, aquesta tàctica, però, va fer perdre suport a Chiang, sobretot a les zones rurals on els pagesos recordaven la lluita dels comunistes contra els japonesos; un altre fet que treia credibilitat al Kuomintang era la immensa corrupció del seu govern.
Finalment, els comunistes ocuparen Manxúria després de la decisiva Campanya de Liaoshen, gràcies a la qual pogueren apoderar-se de molt de material bèl·lic abandonat per l'exèrcit del Kuomintang. L'abril de 1948, va caure la ciutat de Loyang, amb la qual cosa l'exèrcit del Kuomintang va quedar aïllat de Xi'an; el 28 de setembre de 1948, el PCX va prendre Jinan i la província de Shandong. La Campanya Huaihai de finals de 1948 i principis de 1949 va donar als comunistes el domini de les regions centreorientals; per altra banda, amb la Campanya Pingjin, els comunistes s'apoderaren de tot el nord de la Xina entre el 21 de novembre de 1948 i el 31 de gener de 1949. El 21 d'abril de 1949, les forces comunistes passaren el riu Yangtze i prengueren Nanquin, la capital del Kuomintang; l'1 d'octubre, Mao Zedong va proclamar la República Popular de la Xina, que establí la seva capital a Pequín. A finals de 1949,l'Exercit Popular d'Alliberament, és a dir, l'exèrcit del PCX, estava perseguint les escorrialles de les forces del Kuomintang al sud de la Xina. El 10 de desembre de 1949, les tropes comunistes posaren setge a Chengdu, la darrera ciutat controlada pel Kuomintang a la Xina continental, on Chiang Kai-shek i el seu fill Chiang Ching-kuo intentaren resistir fins que, aquell mateix dia, fugiren en avió a l'illa de Taiwan, la qual, després d'haver estat dominada pels japonesos des de 1895, havia passat a la Xina arran de la rendició del Japó el 1945.

## República de la Xina a Taiwan (des de 1949)
Un cop arribat a Taiwan, Chiang Kai-Shek va declarar Taipei, la capital de l'illa, seu provisional del govern de la República de la Xina fins que no s'aconseguís expulsar els comunistes de la Xina continental. L'1 de març de 1950, Chiang va reprendre les seves tasques com a President de la Xina, càrrec per al qual l'Assemblea Nacional el reelegí el 1954, 1960, 1966 i 1972.
Malgrat que la Constitució preveia un govern democràtic, el règim de Chiang va continuar sent, igual com abans de 1949, un sistema de partit únic, dominat principalment per xinesos del continent. Les "Disposicions Temporals efectives durant el període de rebel·lió comunista" van enfortir les atribucions del poder executiu i l'objectiu de "reconquerir el continent" permeté al Kuomintang de conservar el monopoli del poder i declarar proscrits els altres partits, la qual cosa duia a empresonar tots els sospitosos de simpatitzar amb el Partit Comunista Xinès o de ser partidaris de la independència de Taiwan. Aquestes mesures, que significaven mantenir Taiwan sota la llei marcial, es legitimaven amb la idea que la guerra del Kuomintang contra el PCX no s'havia acabat pas. El règim de Chiang va intentar imposar la ideologia nacionalista xinesa a Taiwan, la qual cosa va dur-lo a reprimir la cultura local, arribant fins i tot a prohibir l'ús de la llengua taiwanesa als mitjans de comunicació. Per altra banda, com que no es podien convocar eleccions a les circumscripcions ocupades pels comunistes -és a dir, a totes menys Taiwan- els diputats de l'Assemblea Nacional ocupaven els seus escons de manera vitalícia.
Després d'haver perdut la Xina continental, Chiang va destituir aquells membres del Kuomintang acusats de corrupció, amb la qual cosa destacades figures de l'antic govern de la República de la Xina d'abans de 1949 com ara H.H. Kung i T.V. Soong van exiliar-se als Estats Units; per altra banda, malgrat el seu caràcter autoritari, el govern va fomentar el desenvolupament econòmic, especialment en el sector de les exportacions; una reforma agrària i l'ajuda econòmica americana durant el decenni de 1950 va posar les bases perquè Taiwan, que al final de la Segona Guerra Mundial tenia una situació econòmica comparable a la dels països de l'Àfrica, es desenvolupés fins a arribar a ser un dels "Tigres Asiàtics"
L'Índia i Xina es van enfrontar el 1962 pel control d'Aksai Chin, així com per l'estat nord-est indi d'Arunachal Pradesh, guanyada per la Xina, que va mantenir els territoris d'abans de la guerra.

### El president Yen Chia-kan (1975-1978)
Yen Chia-kan, que el 1963 havia ocupat el càrrec de primer ministre, fou elegit vicepresident per l'Assemblea Nacional el 1966 i el 1972. Per això, a la mort de Chiang Kai-shek (1975), va esdevenir president, càrrec que exercí fins que no va finalitzar el mandat que a Chiang se li havia concedit el 1972. El 1978, el càrrec de President de la Xina va passar a Chiang Ching-kuo, fill de Chiang.
Després d'haver deixat la presidència, Yen presidí el Consell per al Renaixement Cultural Xinès i el Palau del Museu Nacional fins a 1991.

### Govern de Chiang Ching-kuo (1978-1988)

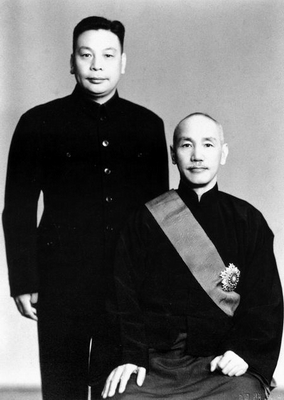
Chiang Ching-kuo (esquerra) amb el seu pare Chiang Kai-shek el 1948.

Durant els seus últims anys, Chiang Kai-shek va anar delegant funcions en el seu fill Chiang Ching-kuo, qui, entre 1972 i 1978, va ser primer ministre, i, el 1975, va succeir el seu pare en la direcció del Kuomintang. El 20 de maig de 1978, a la fi del termini presidencial de Yen Chia-kan, Chiang fou elegit president per l'Assemblea Nacional i, el 1984, a la fi del seu mandat, fou reelegit; aleshores, l'Assemblea Nacional encara estava formada majoritàriament per diputats elegits a les circumscripcions continentals entre 1947 i 1948.
En un principi, Chiang va continuar el sistema dictatorial del seu pare, mantenint la vigència de la llei marcial establerta el 1949; per altra banda, va impulsar els "Catorze Projectes Majors de Construcció", "Deu Projectes Majors de Construcció" i els "Dotze Nous Projectes de Desenvolupament", que contribuïren al "miracle" del desenvolupament econòmic de Taiwan, amb un creixement del 13% i una renda per capita de $4,600.
El 1987, Chiang va declarar abolida la llei marcial i va permetre visites familiars a la Xina Continental; a més, es va liberalitzar el règim amb la qual cosa als opositors al Kuomintang se'ls va acabar permetent reunir-se i publicar diaris. Així, tot i que els partits encara eren il·legals, quan va formar-se el Partit Demòcrata Progressista el 1986, el govern ni el va dissoldre ni va perseguir-ne els dirigents, els quals van poder presentar-se a les eleccions com a independents dins del moviment Tangwai. Per altra banda, en un esforç d'integrar nadius de Taiwan al govern, Chiang va fer designar vicepresident Lee Teng-hui.

### Les dues Xines
Un cop acabada la Guerra Civil Xinesa, els comunistes s'apoderessin de tota la Xina continental, i les forces del Kuomintang, dirigides per Chian Kai-shek, es retiressin a l'illa de Taiwan, hi ha dos estats, la República Popular de la Xina, proclamada per Mao Zedong el 1949, i la República de la Xina, continuada a Taiwan per Chiang i els seus successors, que lluiten per ser reconeguts com a l'únic i legítim govern de la Xina, un país únic i indivisible del qual, com és obvi, Taiwan també en forma part. Lògicament, cadascun dels dos estats xinesos veu l'altre com una entitat espúria que, sense tenir-hi cap dret, li usurpa el nom i una part del territori.
La continuïtat del règim del Kuomintang a Taiwan fou possible, principalment, gràcies a la intervenció dels Estats Units que protegiren l'illa d'una invasió per part de la Xina continental, sobretot d'ençà de l'esclat de la Guerra de Corea on Mao hi donà suport al partit comunista.
En el llenguatge polític de la dècada de 1950, es parlava de l'existència d'una Xina comunista i d'una Xina nacionalista dita també Xina lliure malgrat el caràcter dictatorial del govern de Taiwan.
En un principi, els governs que reconeixien la República Popular de la Xina eren només la Unió Soviètica, el Bloc de l'Est, el Moviment de Països No Alineats i, a partir de 1950, el Regne Unit, mentre que els Estats Units i els països occidentals mantenien relacions amb la República de la Xina. Tanmateix, durant el decenni de 1960, va produir-se la Ruptura Sinosoviètica en què s'arribà a un enfrontament cada cop més fort entre la República Popular de la Xina i l'URSS. Per això, el president dels Estats Units Richard Nixon va decidir aprofitar l'enemistat entre els dos grans règims comunistes, que va arribar al seu nivell més alt vers 1970, amb fets com ara l'Incident de l'illa de Zhenbao, per iniciar una política d'apropament a la Xina popular amb la idea de trobar així un important aliat contra l'URSS. El resultat d'aquest apropament a Pequín fou que, el 1971, l'Assemblea General de l'ONU va decidir reconèixer com a representants de la Xina els delegats de la República Popular, fins aleshores exclosos de l'organisme internacional, i expulsar els delegats de la República de la Xina, reconeguts fins aleshores.

### Situació actual
Avui dia, tant la República Popular de la Xina com la República de la Xina continuen sense reconèixer-se oficialment com a estats sobirans perquè tant a Pequín com a Taipei es considera que només hi ha una sola Xina.
La República Popular de la Xina no accepta de cap manera que, a nivell internacional, la República de la Xina rebi el tractament de país independent. Per això, qui vulgui establir relacions diplomàtiques amb Pequín ha de trencar qualsevol relació amb Taipei, com també Pequín usa la seva influència diplomàtica per evitar que la República de la Xina pugui participar oficialment en esdeveniments mundials com ara els Jocs Olímpics. Seguint en aquesta línia, la premsa de la Xina continental mai no parla de la República de la Xina sinó de la "província xinesa de Taiwan" o de l'"autoritat de Taiwan". A més, legalment, la República Popular de la Xina té l'objectiu de reunificar la Xina, és a dir, de recuperar Taiwan.
Al seu torn, en teoria, la República de la Xina també reivindica la sobirania sobre tot el país, és a dir, també sobre les províncies continentals; ara bé, a la pràctica, no fa res per assolir aquest objectiu, mentre que, de manera no oficial, proposa admetre l'existència de dues Xines o, fins i tot, de dos països diferents: Taiwan i la Xina.

### Democratització
Després de la mort del president Chiang Ching-kuo (1988), el seu successor Lee Teng-hui va continuar el procés de democratització i de cessió del poder als nadius de Taiwan. El 1991, va arribar la democràcia quan l'Antiga Assemblea Nacional, amb els seus diputats perpetus de les províncies continentals, fou dissolta i se'n convocà una de nova elegida lliurement pels ciutadans de Taiwan; a més, el 1994 també s'establí l'elecció popular pels taiwanesos del President la República de la Xina, tal com s'ha fet des de 1996.
Per altra banda, el president Lee va començar un procés de recuperació de la identitat pròpia de Taiwan deixant de banda el discurs nacional xinès, així, s'aboliren les restriccions a l'ús del taiwanès als mitjans de comunicació i a l'escola.
Tanmateix, la democratització de Taiwan va tenir alguns problemes, com ara que, en els primers moments, sent encara il·legals els partits de l'oposició, els seus dirigents podien presentar-s'hi manifestant que rebutjaven tant el comunisme com la independència de Taiwan com també sense finançar-se la campanya mitjançant el partit, la qual cosa va dur alguns polítics a demanar préstecs a grups de poder o, fins i tot, a màfies, i així es va originar una greu corrupció.

### L'independentisme taiwanès
Després que, el 1945, el domini sobre Taiwan passés del Japó a la Xina, molts taiwanesos van trobar la nova administració xinesa, caracteritzada per la seva ineficàcia i corrupció, tan opresiva com abans ho havia estat la japonesa i, per tant, consideraven l'annexió a la Xina no pas com un alliberament sinó com un simple canvi d'amo.
Les tensions entre els taiwanesos i el govern xinès van manifestar-se el 28 de febrer de 1947, és a dir, quan la República de la Xina encara dominava el continent, en l'esclat de l'Incident 228
(xinès tradicional 二二八事件; pidgin èr èr bā shìjiàn;Peh-ōe-jī:Jī-jī-pat sū-kiāⁿ), un alçament antigovernamental a Taiwan que les autoritats del Kuomintang van reprimir amb extraordinària duresa amb tropes enviades des del continent; després, va venir un règim de terror amb el resultat de molts taiwanesos, bastants d'ells vinculats a les elits polítiques, socials, intel·lectuals i econòmiques de l'illa, empresonats, morts o "desapareguts"; aquesta brutal repressió va acarnissar-se també amb els continentals sospitosos de simpaties amb el comunisme. Per altra banda, fins a les reformes democràtiques de la dècada de 1990, el poder de l'estat era en gran part monopolitzat pels continentals fugits a l'illa el 1949 i els seus descendents.
Mentre va estar vigent la llei marcial, és a dir, fins a 1987, plantejar la possibilitar de proclamar la independència de Taiwan estava prohibit, ja que això entrava en contradicció amb la doctrina oficial que l'objectiu de la República de la Xina era assolir la reunificació nacional recuperant el domini de les províncies continentals; per això, els independentistes taiwanesos, representants d'un dels principals moviments polítics de l'oposició democràtica al règim del Kuomintang, havien de triar entre la clandestinitat o l'exili, principalment als Estats Units o al Japó.
Després de la democratització, la causa de la independència de Taiwan va poder passar a ser defensada obertament dins de l'illa, i foren molt importants els èxits electorals del Partit Demòcrata Progressista, defensor de l'independentisme.
El principal obstacle per proclamar la independència de Taiwan, que, òbviament, duria a la desaparició de la República de la Xina que es quedaria sense cap territori on governar, no es troba pas en els xinesos de l'illa, sinó en l'actitud de la República Popular de la Xina que, considerant Taiwan com un territori xinès més, no està disposada a acceptar de cap manera que l'illa esdevingui un país diferent de la Xina.
Així, el 1996, davant la possibilitat de la reelecció a Taiwan com a president de Lee Teng-hui, defensor de la independència de l'illa malgrat ser aleshores un dirigent del Kuomintang, la República Popular de la Xina va començar a dur a terme unes maniobres militars a l'estret de Taiwan, exhibint-hi els seus míssils balístics, cosa que es va interpretar com una coacció als ciutadans taiwanesos convocats a les urnes. En resposta, el president dels Estats Units Bill Clinton van enviar una força operativa a la zona que va obligar els xinesos a posar fi a les maniobres. I, segurament com a gest de rebuig a la coacció xinesa, Lee Teng-hui va guanyar les eleccions per àmplia majoria.
Així doncs, com que una possible independència de Taiwan podria dur a una intervenció xinesa a l'illa en la qual també s'hi podrien veure implicats d'altres països com ara els Estats Units i el Japó, l'actitud de la comunitat internacional consisteix a defensar la continuïtat de l'actual estat de coses.